# Clotilde amb vestit de nit
Clotilde amb vestit de nit, és una obra de Joaquim Sorolla i Bastida pintada a l'oli sobre llenç amb unes dimensions de 150 × 105 cm. Datada l'any 1910, forma part del fons del Museu Sorolla de Madrid mitjançant el seu llegat fundacional.
El quadre és un retrat de la seva dona Clotilde García del Castillo, amb el tronc dret i el braç esquerre a la seva cintura, es troba asseguda en una butaca d'orelles, sobre el que descansa un xal de color blanc, amb una tapisseria en domàs rosa. També rosa és el fons del quadre. Clotilde adorna el seu cabell amb una flor blanca i el coll amb un fil de perles. La model porta un vestit negre de nit, escotat i amb adorns que demostren la bona posició que la família gaudia en aquells dies. És habitual que Sorolla comprés vestits i complements a l'última moda en els seus viatges a l'estranger, i que aquests fossin usats en els posteriors retrats.
Clotilde, amb qui va contreure matrimoni el 1888, va ser la seva principal model per a moltes de les seves obres, que van des dels primers anys com a matrimoni fins a la maduresa de la parella, en diferents posats i ambients. Clotilde també apareix a moltes altres obres del pintor al costat de la totalitat o algun dels seus fills.
Aquests retrats van servir de mostrari al pintor per a encàrrecs de clientes, i també el van servir per experimentar en el seu art. Altres retrats de Clotilde realitzats per Sorolla són per exemple: Clotilde amb vestit negre (1906), Clotilde García del Castillo, Clotilde amb mantellina negra, Clotilde amb gat i gos, Clotilde vestida de blanc, Clotilde a la platja, Perfil de Clotilde, Clotilde amb vestit gris, Retrat de Clotilde,i així fins més de 70 obres.